# Fondssparplan
Ein Fondssparplan ist ein Sparvertrag mit regelmäßiger Einzahlung in einen Investmentfonds. Das Fondssparen als regelmäßige Investition eines Geldbetrages kann auch außerhalb einer vertraglichen Bindung erfolgen, indem ein Anleger bei einer Fondsgesellschaft oder direkt bei einigen Börsen Anteilsscheine kauft, vielfach durch Vermittlung einer Bank oder eines Vermögensberaters. Die erworbenen Fondsanteilscheine werden meist in einem Wertpapierdepot aufbewahrt.

## Vertragsbindung
Geht der Anleger mit einem Fondssparplan eine vertragliche Bindung zur regelmäßigen Einzahlung bei seinem Vertragspartner ein, gewährt ihm der Vertragspartner in vielen Fällen Kostenvorteile gegenüber dem vertraglich ungebundenen Fondssparen.
Das Zahlungsintervall ist für gewöhnlich in typischen, von der jeweiligen Fondsgesellschaft vorgegebenen Perioden (z. B. monatlich, vierteljährlich) frei wählbar. Durch die Wahl des zu besparenden Fonds können Fondssparpläne hinsichtlich Sicherheit, Verfügbarkeit, Rendite und Anlageschwerpunkt auf die individuellen Sparziele abgestimmt werden.
Fondssparpläne sind mittlerweile bei fast allen Filialbanken und Direktbanken i. d. R. ab 25 € monatlich möglich, teilweise auch deutlich weniger. Die Fonds und deren Gewichtung am Investitionsvolumen können in der Regel frei gewählt werden.
Bei Lebenszyklusfonds kann der Anleger in der früheren Sparphase von der höheren Rendite eines Aktienfonds profitieren (die allerdings auch mit einem höheren Kursrisiko verbunden ist). Gegen Ende der Laufzeit steht dagegen die Sicherung des ersparten Kapitals mit Hilfe von festverzinslichen Wertpapieren im Vordergrund.
Am Ende der Sparphase kann der Anleger oft frei über sein angespartes Vermögen verfügen; eine Ausnahme bilden Riester-Fondssparpläne. Er kann es sich auszahlen lassen oder z. B. mit einer Bank oder Anlagegesellschaft einen Auszahlungsplan vereinbaren, der zu einer feststehenden monatlichen Rente führt.

## Kosten
Folgende Kosten können dem Anleger entstehen:
- Ausgabeaufschlag (Agio) des Fonds, er wird anteilig bei jeder Rate fällig,
- Verwaltungs- und Managementgebühren des Fonds, welche kontinuierlich anfallen,
- Depotgebühren und
- Transaktionskosten
- Wechselkurszuschläge der Fonds
- ggf. noch zusätzliche Gebühren durch die abwickelnde Bank.

Direktbanken und Vermittler, die mit Fondsbanken zusammenarbeiten, bieten Depots an, bei denen ein Rabatt bis zu 100 % auf den Ausgabeaufschlag gewährt wird.
Fondssparpläne sind auch mit sog. ETFs möglich. Diese weisen im Vergleich meist niedrige laufende Kosten auf. Anleger können so auf Dauer eine signifikante Kostenersparnis erreichen.

## Erträge
Der Anleger partizipiert an der Wertentwicklung des Investmentfonds und an eventuellen Ausschüttungen, im Falle von Aktienfonds z. B. den Dividenden.
Bei regelmäßiger, langfristiger Anlage gleichbleibender Beträge, tritt der sog. Durchschnittskosteneffekt ein, d. h. der Fondssparplan unterscheidet sich immer weniger von einer einmaligen Anlage des gesamten Betrags. Einen positiven Einfluss auf die Entwicklung der Anlage hat er jedoch nicht.

## Fondsauswahl
Je nach Anbieter und Sparplan muss sich der Anleger für einen oder mehrere Fonds entscheiden, in die er ansparen möchte. Hierfür ist ein gewisses Maß an Kompetenz notwendig, da von dem Fonds erwartet wird, dass er über einen langen Zeitraum Gewinne generiert – zumindest jedoch nicht pleitegeht. Diese Entscheidung ist hochkomplex, da es heutzutage eine praktisch unüberschaubare Anzahl an Fonds gibt, mit verschiedensten Anlagezielen, -strategien und auch Kapitalgarantien. Abhängig vom Anbieter ist es auch möglich, Vermögen später von einem Fonds in einen anderen umzuschichten.
Einige typische zur Auswahl stehenden Fondskategorien sind:
- Aktienfonds,
- Rentenfonds,
- Mischfonds,
- Dachfonds,
- Indexfonds oder
- Garantiefonds.

## Vor- und Nachteile

### Vorteile
- Der Anleger hat meist die Kontrolle darüber, in welche Fonds er investiert.
- Der Sparplan kann jederzeit beendet werden oder pausieren.
- Oft gewähren Banken und Fondsgesellschaften Nachlässe auf die Ausgabeaufschläge.
- Die Rendite ist über lange Anlagezeiträume meist besser als die Rendite anderer Geldanlagen

### Nachteile
- Bei Fonds besteht zumeist ein Kursrisiko, d. h. der Wert der Anlage kann schwanken. Dieses Risiko lässt sich mit Garantiefonds (teilweise) ausschalten, schmälert jedoch auch mögliche Gewinne.
- Eigenverantwortliche Auswahl der Fonds setzt gewisse Kompetenz voraus.
- Bei zwischenzeitlichen Kursverlusten sind viele Anleger versucht, den Sparplan vorzeitig mit Verlust aufzulösen, wenn sie befürchten, dass weitere Verluste drohen.
- Der Anleger muss sich selbst über Änderungen des Fonds informieren (z. B. Wert, Anlagestrategie, Ausschüttungen, Wechsel im Management usw.)
- Durch die jeweiligen Fonds ist die Auswahl auf z. B. auf bestimmte Aktien beschränkt

## Steuerliche Behandlung von Fondssparplänen
In Deutschland wird der Fondssparplan insgesamt nicht steuerlich als ein Geschäft behandelt, sondern es wird jede einzelne Transaktion des Kunden innerhalb eines Jahres bewertet. Für bis Ende 2008 erworbene Anteile galt das damalige Steuerrecht, für Anteile, die ab dem 1. Januar 2009 erworben werden, die Abgeltungsteuer.
Nach bisherigem Recht unterlagen die jeweiligen steuerpflichtigen Teile der Ausschüttung der Zinsabschlagssteuer (ZAST), für thesaurierte Erträge galten Sonderregeln und die Wertsteigerung der Anteile war nur bei einem Verkauf innerhalb der einjährigen Spekulationsfrist steuerpflichtig. Die ZAST war jedoch nur eine Vorauszahlung. Die genannten Erträge unterliegen der Versteuerung mit dem persönlichen Steuersatz, soweit die Freibeträge für Einkommen aus Kapitalvermögen überschritten werden.
Da der Sparplan meist aus einer Reihe von Einzelkäufen besteht, war es zur Ermittlung des (spekulations-)steuerpflichtigen Gewinns notwendig, eine Verbrauchsfolgeannahme zu treffen. Diese war vom Gesetzgeber seit 2006 mit FIFO festgelegt (vorher war die Durchschnittsmethode vorgeschrieben). Wurden also beispielsweise ab 2000 monatlich Anteile gekauft und 2007 veräußert, so galten zunächst die am Anfang des Vertrags gekauften Anteile als verkauft (die mit höchster Wahrscheinlichkeit bereits außerhalb der Spekulationsfrist liegen). Die Spekulationsfrist spielt mittlerweile jedoch nur noch für Wertpapiere, die vor Ende 2008 erworben wurden, eine Rolle. Anfang 2009 wurde die Spekulationsfrist in Deutschland abgeschafft.
Eine Besonderheit ergibt sich bei Verträgen, die vor Beginn der Abgeltungsteuer abgeschlossen wurden und teilweise altem und teilweise neuem Recht unterliegen. Hierbei unterliegen alle Einzelkäufe vor dem 1. Januar 2009 altem und spätere dem neuen Recht. Weiterhin gilt die Fifo-Methode. Wurden also beispielsweise ab 2000 monatlich Anteile gekauft und 2010 veräußert, so gelten weiterhin zunächst die am Anfang des Vertrags gekauften Anteile als verkauft. Dies ist nun jedoch für den Anleger schädlich, da er zunächst die dem alten Recht unterliegenden Anteile (bei denen künftige Kursgewinne steuerfrei sind) veräußert und die nach 2009 erworbenen Anteile (bei denen Wertzuwächse besteuert werden) behält.
Es kann daher sinnvoll sein, separate Depots für Fondsanteile, welche nach altem Recht erworben wurden, und jene, welche nach neuem Recht erworben wurden, zu führen.

## Vergleichbare Anlageformen
Versicherungsgesellschaften bieten Versicherungsprodukte mit ähnlicher Funktionsweise im Versicherungsmantel an. Vorteil dieser Fondspolicen genannten Produkte ist die herausgezögerte Besteuerung der Ausschüttungen, wodurch der Zinseszins dem Anleger zugutekommt. Nachteilig sind die zusätzlichen Gebühren, welche die Nettorendite schmälern, insbesondere dann, wenn der Anleger vor dem ursprünglich vereinbarten Ablauf der Fondspolice auf sein Vermögen zugreifen will. Auf der Internet-Seite der Stiftung Warentest lässt sich mit Hilfe eines Rechners abschätzen, ob der Steuervorteil die durch Gebühren anfallenden Kosten überwiegt.
Ebenfalls werden Aktiensparpläne angeboten, dabei handelt es sich um Sparverträge mit regelmäßigen Erwerb von Aktien eines Unternehmens.